# Zona Franca de Iquique
A Zona Franca de Iquique (ZOFRI) é um centro de negócios localizado na cidade portuária de Iquique, no norte do Chile. É considerada a maior e mais importante Zona Franca da América do Sul.

## História
Foi criada em 25 de junho de 1975 como zona franca mediante o DFL 341, com o propósito de apoiar o desenvolvimento econômico da zona, no que se trata de empregos e integração econômica. Tem-se convertido num importante centro de comércio de produtos estrangeiros para países da região como Argentina, Brasil, Paraguai, Peru e Bolívia. Sua localização estratégica lhe permite ser a porta de entrada e saída de produtos que formam o intercâmbio comercial entre o Mercosul, Oriente e América Ocidental.
A administração da ZOFRI por lei deve entregar o equivalente de 15% de seus ingressos aos municípios para as regiões de Tarapacá e Arica Parinacota.

## Linhas de negócio
Dentro de suas linhas de negócios contam-se:
- Serviço logístico: recepção de mercadoria, gestão de documentação, transporte, inventário e despachos.
- Negocio imobiliário: venda ou arrendo de terrenos industriais e arrendo de espaço no centro comercial. Esta linha de negócios representa 75% dos ingressos.

## Administração
ZOFRI S.A. é a empresa administradora e exploradora da Zona Franca de Iquique, em concessão por 40 anos, firmada com o Estado do Chile. Sua propriedade está em mãos de CORFO (mais de 70% das ações) e o resto em investidores privados. Suas ações se transam na Bolsa de Comércio de Santiago.

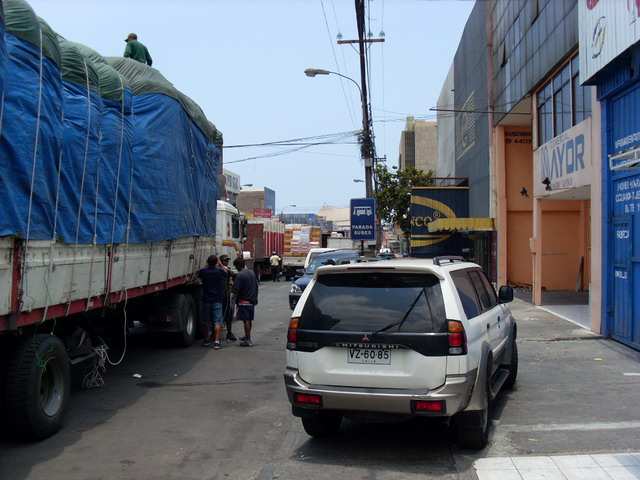
Imagen do recinto murdo de ZOFRI. Lugar de carga de caminhões bolivianos, peruanos e paraguaios. Principalmente se realizam vendas por atacado

A zona franca consta com um recinto edificado de 240 ha. ao norte do centro de Iquique conhecido como o "recinto murado" ou "bairro industrial". Em seu interior operam unas 1.650 empresas que transam mercadorias isentas de direitos alfandegários e impostos, tendo vendas anuais de US$2.100 bilhões (2006). As mercadorias podem ser depositadas, transformadas, terminadas ou comercializadas sem restrição alguma. Além disso conta com um shopping (Centro Comercial ZOFRI) de 30.000 m² onde umas 400 lojas (conhecidas como "módulos") oferecem variados produtos ao detalhe, destacando-se perfumes, eletrodomésticos, artigos eletrônicos, peças de computação, cigarros, licores, jogos e vestuário.
ZOFRI S.A. conta com outros ativos na comuna próxima de Alto Hospicio, com 129 ha em terreno; e em Arica, cidade a 300 km ao norte de Iquique, 122 ha.
Cerca 50% de seus lucros provêm do arrendamento e venda de terrenos industriais e comerciais. Os outros 50% obtêm-se do arrendamento de locais comerciais e prestação de serviços.
ZOFRI tem sido o motor que tem impulsionado a economia desta cidade. Atualmente gera mais de 20.000 empregos diretos e indiretos. Um dos atrativos da cidade é poder ir às compras no Centro Comercial ZOFRI, onde as pessoas que visitam a cidade podem levar até US$1.000 em mercadorias livres do pagamento de pauta e IVA.
As vendas, principalmente, são ao estrangeiro: Bolívia, Peru e Paraguai. Suas importações são lideradas pela Ásia (China, Hong Kong e Taiwan), que representam 60% das compras da ZOFRI. Os principais itens são automóveis, maquinarias, equipamentos e vestuário.

## Benefícios tributários e alfandegários
As empresas que operam na ZOFRI têm as seguintes franquias:
- Isenção no pagamento do imposto de Primera Categoria.
- Isenção no pagamento do IVA (Imposto sobre o Valor Agregado) em operações que se realizam sob o regime de Zona Franca.
- Isenção no pagamento do IVA (Imposto sobre o Valor Agregado) pelos serviços prestados dentro do recinto Zofri.

De um ponto de vista alfandegário, as mercadorias que permanecem dentro do recinto de Zofri consideram-se como se estivessem no estrangeiro, portanto as mercadorias ao sair do recinto ZOFRI com destino ao estrangeiro não pagam impostos. Dentro do Chile, existe o pagamento de impostos diferenciados segundo o destino seja a I região ou o resto do país.